# 티엘비유글로벌학교
티엘비유글로벌학교는 경기도 고양시 덕양구 내유동에 있는 국제법률경영대학원대학교 내에 위치한 귀국 자녀를 위한 초등학교, 중학교 과정의 각종학교이다. 2008년 경기도 최초로 교육부로부터 정식 인가를 받은 학력 인정 대안학교이다.

## 연혁
- 2008 2월 설립
- 2008 3월 18일 교육부 인가
- 2008 3월 19일 개교
- 2018 3월 개교 10주년

## 설립 목적
티엘비유 글로벌학교는 영어권 국가에서 수학 후 귀국하려는 학생들이나, 향후 해외 유학 또는 국내 학교 진학을 하려는 학생들을 위한 학교이다. 한국과 미국 교과과정 및 인성 교육 과정을 통해 글로벌 리더로 성장하도록 돕는 것을 교육 목표로 한다.

## 학교 특성

### 기숙사
티엘비유글로벌학교는 기숙사 학교로써 학교 일정이 끝나면 기숙사에서 생활을 하게 된다. 따로 학교에서 쓰는 기숙사 건물을 쓰는 것이 아닌 학교 본교 건물 층을 사용한다. 이때 기숙사는 4층, 5층을 쓰게 되며, 주로 4층은 남자, 5층은 여자가 쓰게 된다. 가끔 창문을 통해 기숙사에서 여학생과 남학생들이 대화 비슷한 것을 하는 경우도 있다. 바디랭귀지 같은 것도..
추가로 6층은 학교에 계시는 선생님들이 사용하시는 기숙사이며 학생들은 이곳에 출입할 수 없다.
학교 내에서는 전자기기 사용이 불가능하다. 하지만 하루 일과를 끝마친 9시부터 9시 40분 까지 총 40분동안은 기숙사 내에서폰 사용을 허용해주고 있다.  하지만 티엘비유 학생들은 전자기기를 사용하지 말라고 해서 사용하지 않는 학생들이 아니기에, 공기계를 가지고 오는 학생들이 많다. 
2022년 9월 부터 불미스러운 사고 및 몇몇 학부모님들의 요청으로 인하여 1시간 있었던 스마트폰 사용시간마저 없어질뻔 했지만 학생들의 반대와 학생들과 교직원, 그리고 학부모를 포함해 학교 전체를 대상으로한 투표 결과로 인해 마지막 일과를 끝낸 후 9시 부터 40분간 휴대폰을 기숙사 내에서 사용할 수 있다.
취침 시간은 초등은 10 30분, 중등은 11시이다. 지켜지진 않는다. 거의 모든 학생들이 새벽에 자는 편이다.(새벽에 자는 이유 중 하나는 사감쌤이 주무실때까지 기다렸다가 음식을 먹으려고 하거나 늦게까지 공부를 하려고 하는 것이다.) 
면학실이 가끔 존재하는 경우가 있다. 하지만 신청하고 대부분 안에서 떠드는 편이다. 이 면학실은 2022년 전교학생회에서 만들었다. 지금은 현재 없어졌다.
기상시간은 아침 7시이며 8시까지 카페테리아로 가서 아침을 먹고 8시 45분 까지 2층 교실로 다시 등교해야한다. 빨리 등교할 수 있는 장점이 있어 좋다. 솔직히 7시에 일어나는 학생들 많이 없다. 2022년 기준 9학년들 몇명은 8시에 일어났었다. 그래서 머리를 학교 화장실 세면대에서 감고 기숙사에서 들고온 드라이기로 머리를 말리곤 했다.
남자 기숙사에서는 매일 아침 7시45분에 점호, 일명 '어셈블'이 있다. 모든 남학생들은 45분까지 로비로 모여야 하며 어셈블 진행 후에 3층으로 등교한다. 여자들은 월요일과 목요일 밤에만 한다. 개꿀딱지~

### 하우스 체계
해리포터 하우스 체계와 비슷하게 하우스 체계가 운용된다. 처음 입학한 학생들은 백호, 청룡, 주작, 현무 네가지의 하우스 중 한 하우스에 배치되게 된다. 각종 페스티벌, 행사 등을 하우스 별로 맡으며 리더쉽과 공동체 의식을 기를 수 있다.
각 하우스에 소속된 사람들은 학사일정에 포함된 다양한 하우스 축제를 참가하면서 하우스 포인트를 얻게 된다. 후에 이러한 하우스 포인트를 종합하는 하우스의 밤을 진행하는데, 1위를 한 하우스는 교문 앞에 명패가 걸리게 된다. 2024년도에는 청룡이 우승하면서 금명패가 걸리게 되었다. 청룡 특유의 단합력으로 우승한 연도였다.

## 학교 생활

### 분위기
사립학교이고 글로벌학교라고 해서 굉장히 빡셀것 같지만 상당히 자유로운 분위기가 형성되어있고 학교 생활이 재미있다.
솔직히 학교 다닐때는 학교가 정말 빡세다고 생각하지만 졸업을 하고 고등학교에 올라가면 아주 자유로운 학교였단것을 깨닫게 된다.
워낙 학생수가 적어 모든 학생들의 대부분 서로 알고있으며 학년과 관계없이 친하게 지내는 경우가 많다. 이것은 하우스 체계의 긍정적인 영향중 하나에 약간은 해당된다고 보인다. 특히 8,9학년은 정말 동급생이라고 해도 믿길만큼 허울없이 지내는데, 이것이 과해지면 종종 9학년이 8학년한테 잡혀사는 경우도 있다. 그래서 가끔 선생님들은 9학년에게 8학년한테 잡혀살지 말라며 충고같은 혼을 내시기도 한다. 
학교에 대한 학생들의 전반적인 평판은 그다지 좋지 못한 것처럼 보이나 아닌 것 같기도 하다.
많은 학생들이 우리학교는 왜 이모양이냐고 외치는 경우가 꽤나 흔하다.
근데 진짜 이모양이다.

## 학교 수업

### 영어
STRUCTURE READING
SR이라고 부르며 문법 수업이다. 왜 이름이 SR 이냐고 물어보는 사람들이 많은데 뜻을 알려주면 ‘문법 수업인데 왜 리딩이냐’는 반응을 보인다. 아무래도 독해에 문법이 중요하다보니 이름이 Structure Reading이 된 것 같다고 필자는 생각한다. 2022년도에 계셨던 선생님께서 1학기를 끝으로 육아 휴직을 내심과 동시에 2022년도 2학기에 다른 선생님께서 SR을 맡게 되었는데, 그 선생님에 대한 학생들의 평가가 어마무시하게 나빴다. (특히 그 해 9학년) 그 선생님께서 또 나가시고 2023년도에는 새로운 선생님이 또(또또또또또) 오셨는데, 매우 천사적인 면모가 돋보여 2022년도 2학기 선생님과 (좋은 쪽으로) 비교되었다. 선생님께서 기말 시험에 나오는 문장들을 모두 알려주시고, 학생들은 그 문장을 쓰면서 외우기만 하면 충분히 100점을 받을 수 있는 정도의 난이도였다. 현재도 수행을 아예 놓지 않기만 한다면 쉽게 A를 받을 수 있는 과목으로 여겨지고 있다. 2024년도에는 2022년도 1학기에 육아 휴직을 내신 선생님께서 복직하시게 되어 2023년도 SR 담당 선생님께서 어떤 과목을 맡게 될지에 많은 관심이 집중되었고, 그 선생님은 2024년도에 생긴 CR 담당 선생님 공백을 채워주게 되었다.
ENGLISH LANGUAGE ART
ELA라고 부르며 우리는 이걸 '엘라'라고 부른다. '이엘에이' 라고 부르기에는 너무 길고 귀찮아서 그렇게 말한다고 한다. 이 수업은 글쓰기 수업이며, 주로 에세이를 작성한다. Cause and Effect(원인과 결과/영향), Compare and Contrast(비교와 대조), Persuasive(설득), Argumentitive(주장) 과 같은 종류의 에세이를 작성하여 첨삭을 받는다. 학년도 말에 앨범과 같이 받는 에세이집에 학기 중에 이 수업에서 작성한 에세이가 들어간다. 에세이 집에 들어가는 에세이의 경우, 담당 선생님께서 학생당 한 명씩 가장 잘 썼다고 생각되는 에세이를 골라주어 그 에세이를 첨삭한 뒤 에세이집에 최종적으로 싣게 된다. 2022년도까지 ELA를 맡으셨던 선생님께서 모국으로 돌아가시고 이로 인해 CT(Critical Thinking)을 맡으시던 원어민 선생님께서 ELA를 맡게 되셨는데, 전에 계셨던 선생님보단 단어 시험은 시웠지만 에세이 점수를 은근히 짜게 주신다는 단점이 있었다. 2023년도를 끝으로 해당 원어민 선생님도 육아 휴직을 내셨고, 2024년도에는 (또또또또또) 새로운 원어민 선생님께서 ELA를 맡게 되셨는데 점수가 매우 후하고 단어시험도 쉬워서 개꿀딱지이다. A를 못 받으면 바보 취급 받는 과목 중 하나인데(바보가 되~), 놀랍게도 B를 받는 학생들이 있는 듯 하다. 근데 이제 2024학년도 2학기에 또 다른선생님이 오셨다. 전보단 점수받기 어렵지만 그래도 쉬운 편이다.  
COMPREHENSION READING
CR이라고 부르며 독해 수업이다. 2022년까지만 해도 성실하기만 하면 날로 먹는 개꿀 과목이었는데 2023년부터 쌤이 바뀌고 A 받기 제일 힘든 과목이 되었다. 수능 기출 단어 600개 중 매회마다 60개, 총 5회로 300개의 단어 시험을 본다. 총 50개 이내로 틀려야 단어 A로 퍼센트가 안 깎인다.  겁나 힘들다  근데 기말은 좀 쉬운편이다. 개꿀딱지~ 근데 진짜 개같은게 기말까지 끝나고도 모의고사나 문법 프린트로 공부를 하고 심지어 제대로 참여 안 하면 태도 점수에 반영된다.
CRITICAL THINKING
2022년까지 A 받기 가장 어려운 과목이었지만 2023년 2학기부터 쌤이 바뀌고 멍청이 아닌 이상 무조건 A 받는 과목이 되었다. 발표 등 모든 수행이 만점 받기 개꿀딱지였다. 하지만 이제 또 선생님이 바뀌게 되… 어려워졌다.
CT라고 부르며 듣기와 주관식 문제를 푸는것이 주를 이룬다.
보통 영어시간을 학생들이 기피한다.
수행평가 점수를 짜게주면서 기말 점수를 후하게 주는 선생님이 계신다. 근데 기말 비중이 낮은건 함정..

### 수학
영어와 함께 유일하게 실력제로 구성된다. 하지만 영어와 달리 다른 학년과 함께 수업을 듣는 것은 아니다. 실력 확인을 위한 시험을 본 후 A,B 반으로 나누어져 실력에 맞게 진도가 나간다.
A반 B반 나누기 위해 매 학기마다 분반 테스트를 본다.
킹받는 수학 선생님들이 있다는게 함정...
킹받는 선생님: "고등학교 안갈거야? 지금 뭐하니! 면접준비 해야지!"
9학년의 멘탈을 분쇄기마냥  갈아버린 전적이 있다.
반 총 인원이 19명인데 자기 기준에서 5명만 붙을거라는 폭언을 한 전적이 있다. 쌤 사랑해요

### 태권도
학교에서 주 2회 태권도 수업이 있다. 단체로 국기원을 가기도 한다.
매년 태권체조 축제를 한다. 2022년 9학년 1팀은 2등, 2팀은 5등한 전적이 있다.
정말 재밌고 선생님이 친절하시다.
24학년도 1학기부터 선생님이 바뀌셨는데 축구선수 김민재를 닮으셨다는 평이 많다. 연습을 매우 빡세게 시키시고 특유의 말투가 9학년 사이에서 유행했었다. (‘~할게 얘들아.’ㅋ)

### 진학
9학년이 되면 진학 수업이 있다. 특목고 입학을 위한 수업으로 구성되어 있는데 입시가 목적이 아니더라도 자신을 알아가는 데에 도움을 받을 수 있는 수업이다.
그래도 9학년에게 조언을 하자면 진학시간에는 자소서 빨리 끝내고 당당하게 노는게 짱이다. 어차피 진학쌤들이 바라는게 많지도 않다.
자소서 쓰는 목적으로 프리컴을 하는 아이들이 대다수이지만..
24학년도부터 사라졌다. 대신 방과후를 따로 신청해 수강할 수 있다.

### 초•중등 통합 학제
티엘비유 글로벌학교는 초·중등 통합 학제로 5학년(초등 5학년)부터 9학년(중등 3학년)까지 편제되어 있다. 교육부 인가 대안학교로서, 일반 초·중등학교와 동일하게 초등 6학년을 졸업하면 초등 졸(卒)의 학력이 인정되며, 이후 7학년으로 진급하는 경우 7학년(중등 1학년) 신입학(新入學)으로 처리된다. 티엘비유 글로벌학교 6학년의 경우 7학년 신입학 인터뷰 기회가 우선적으로 주어지며, 입학 이후 9학년까지의 과정을 마치면 일반 중등학교 졸업과 동등한 학력이 인정되어, 대안학교임에도 검정고시 없이 상급학교로의 진학이 가능하다.

### 소수정예 학급 구성
티엘비유 글로벌학교는 한 학급 당 18인 이내의 소수정예 구성을 통해 학생의 개성을 존중하는 교육, 바른 인성 교육을 실천하고 있다. 학생수 대비 교사수가 많아 학생들의 개별적 특성, 학습 능력 등을 고려한 맞춤식 교육을 제공한다. 학급 내, 선후배 간 학생 상호 친밀도가 높아 협력, 배려, 화합을 학교 생활 속에서 함양하고 있다. 소수정예라는 특성 상 선후배 간 사이가 좋기 때문에 함께 놀기도 하고, 점심, 저녁까지 같이 먹는 경우도 있다. 기숙사 생활과 시너지를 이루는 부분이다.

### 이중 언어 교육
티엘비유 글로벌학교는 귀국자녀와 향후 유학 계획이 있는 학생을 위한 학교로서, 한국어-영어의 이중언어자 (bilingual) 교육을 지향한다. 교과과정에 있어서도 영어 교과의 편성 비중이 높으며, 특히 원어민 교사를 다수 채용하여 실전 영어 교육을 실천한다. 원어민 교사는 미국, 캐나다, 호주의 영어권 국가 출신으로 구성하여 학생들이 향후 진출할 국가의 살아있는 언어를 배울 수 있도록 하며, 학생 및 전교사의 학교 생활 중 영어 사용을 적극 권장하여 학생들로 하여금 자연스럽게 영어 실력을 향상할 수 있는 환경을 조성하고 있다.

### 기숙사형 학교
티엘비유 글로벌학교는 기숙사형 학교로, 5~9학년 재학생 전원이 교내 건물의 기숙사에서 생활한다. 여학생 기숙사, 남학생 기숙사가 분리 되어 있으며, 남녀 사감 교사의 지도 하에 대개 2명의 학생이 한 방을 사용한다. 학교 및 기숙사 생활 중 휴대전화 및 전자기기의 사용이 금지되어 있어 학생들 간 상호 교류가 활발히 이루어지는 분위기이다. 하지만 2022년도 기준, 노트북을 일괄로 보관하는 보관함이 있었는데 학생들은 항상 보관함이 닫쳐있다는 이유로 문을 강제로 벌려 마음대로 가져가는 경우가 많있다. 그래서 가끔 문을 용접하기 위해 사람이 왔었다. 일요일 밤 9시 30분에 귀교(歸校)하여 금요일 2시에 하교(下校)한다. 기존 하교 시간은 2시 40분이었지만, 귀가가 어렵다는 학생, 학부모의 문의로 인해 2시로 변경되었다.

### 자연 환경
티엘비유 글로벌학교는 경기도 고양시 덕양구 내유동의 내산 중턱에 위치해 있다. 따라서 주변 환경이 조용하며, 사계절의 변화가 생생하게 느껴지는 자연 환경 속에서 학교 생활이 가능하다. 하지만 너무 자연적이라 가끔은 사마귀같은 벌레들이 나오기도 한다.국제법률경영대학원과 함께 캠퍼스를 이루어 도로의 끝에 위치해 있어서 외부인의 접근이 철저하게 관리되고 있기 때문에 도심에서 벗어나 한적한 곳에서 독립적인 생활이 가능하다. 언제 한번은 여학생들이 산을 타고 내려가 씨유를 갔다온 적이 있다. 조용히 넘어갈 수 있었지만 내부 발설로 인해 선생님들에게 들키게 되었다. 솔직히 그냥 집에서 음식을 가져와서 먹는다.

## 교육 프로그램의 특성

### 다양한 교과 편성
티엘비유 글로벌 학교는 교육부 인가형 대안학교로서, 일반 학교에 비해 다양한 교과를 자유롭게 편성하고 있으면서도 졸업 시 동등 학력을 인정받을 수 있다. 이중언어 교육을 지향하고 있는 만큼 영어 교과가 4과목으로 세밀하게 나뉘어 편성되어 있으며, 국악, 태권도, 연극, 영화, 독서와 같은 과목을 정규 교과목으로 편성하여 학생들이 수준 높은 문화적 소양과 교양을 갖출 수 있도록 하고 있다. 현재 국악과 영화 과목은 사라진 상태이다. 과목에 대한 학생들의 피드백을 중점적으로 수용해서 운영한다.

### 셀프 스터디(Self-study)
티엘비유 글로벌학교는 기숙형 학교로서, 정규 교과 시간 이후 학생들의 셀프 스터디(Self-study)시간을 보장한다. 교내 건물에 자습공간(Study hall)을 마련하여 학생들이 자기주도적으로 공부하며 자신만의 공부 습관을 기를 수 있도록 하고 있다. 또한 이 시간에 수학 교과, 영어 교과의 수준별 튜터링 프로그램을 진행함으로써 개별 학생 성장 중심의 교육을 실천하고 있다. A1부터 A4까지 있으며 사이의 쉬는시간은 10분에서 5분으로 줄어들었다. 하지만 시험기간을 제외한 기간에는 많은 학생들이 방과후 프로그램을 수강한다.

### 방과후 프로그램
티엘비유 글로벌 학교는 기숙형 학교로서, 셀프 스터디(Self-study) 시간에 다양한 방과후 프로그램을 운영한다. 화학, 물리 등 심화 교과 프로그램부터 피아노, 연극, English Sports 등의 예체능 프로그램, AR/VR, 연극, 학습코칭 등 학습 능력과 학생 재능을 키울 수 있는 프로그램을 갖추고 있다. 방과후 교과의 편성은 학생 수요 조사로 이루어지며, 학생들의 요구를 충분히 충족시킬 수 있는 최고의 강사진으로 구성한다. 서술한 다양한 교과 편성과 시너지를 이루어 학생들이 다양한 진로를 설정하는 데 도움을 준다.

### 필드트립(Field Trip)
티엘비유 글로벌학교는 학기 중 필드트립(Field Trip)을 학사 일정에 포함하여 정식 교육 과정으로서 인정하고 있다. 필드트립이란, 해외 교육 선진국을 방문하는 현장 체험 학습으로, 현지 명문학교와 연계하여 원어민 학생들과 함께 학교생활을 하는 것을 주 목적으로 한다. 이와 더불어 유적지 탐방, 랜드마크 방문, 음식문화 체험, 실전 경제활동 등 약 2주에서 3주간 각국의 문화를 직접 체험할 수 있다. 현재까지 캐나다, 미국, 유럽(독일, 스위스, 영국, 프랑스) 등의 국가를 다녀왔으며, 앞으로 호주, 남아프리카 공화국 등 영어권 국가를 위주로 체험학습을 할 예정이다(현재는 코로나-19 상황때문에 지연되고 있는 상황이다).

21학년도 이후 사라졌다. 종종 선생님들이 부활시키려 노력하였지만, 학부모들은 필드트립의 비용을 듣고 과반수가 거절해 다시 가라앉았다.

### 학생 주도 매점 운영
티엘비유 글로벌학교는 상품 매입, 진열, 판매, 수익관리 등 매점 경영의 모든 과정을 학생이 직접 이행하는 학생 주도 매점을 운영하고 있다. 구매부, 판매부, 관리부의 3개 부서로 나뉘어 체계적으로 운영했으나 현재는 아니다. 매점 운영과 관련된 모든 대화는 영어로 한다는 규정을 통해 학생들의 영어의 사용을 장려한다. 

### 학생 자치회 구성
티엘비유 글로벌학교는 학생 자치회를 구성하여 학교 운영 전반에 학생들의 요구를 적극 반영하고 있다. 정기적으로 학생 자치회 회의를 열어 학생들의 의견을 수렴 및 정리하여 학생 자치회 임원이 교사와의 회의를 거쳐 학생의 자율성을 높인다.

### 학교 캠프 프로그램
티엘비유 글로벌학교는 여름/겨울 방학 기간 동안 특별 캠프 프로그램을 운영한다. 재학생과 추가 신청자를 대상으로 코딩, VR, 진로체험 등 다양한 프로그램을 진행함으로써 진로를 탐색하고 자신만의 비전을 갖출 수 있도록 한다. 재학생의 경우 캠프에서의 활동 내용이 학생생활기록부에 기재 가능하여 고등학교 진학에 큰 도움을 받을 수 있다.

## 입학 자격
티엘비유 글로벌학교는 수학 후 귀국하려는 학생들이나, 향후 해외 유학 또는 국내 학교 진학을 하려는 학생들을 위한 학교로서 해외 수학 경험이 있는 귀국(예정) 학생, 해외 수학 후 국내 재학중인 학생, 학교장이 인정하는 학생 중 글로벌 리더의 꿈을 실현하고자 하는 학생을 모집한다. 5~9학년 학생을 정원 내 모집하며, 온라인 지원서 접수 또는 전화상담 후 서류심사, 개별 인터뷰를 통해 입학을 허가한다.